# CITIC Group
Die CITIC Group (chinesisch 中国中信集团公司), bis 2000 China International Trust and Investment Corporation (chinesisch 中国国际信托投资公司), ist ein staatseigenes Finanz- und Investmentunternehmen der Volksrepublik China.
Das Unternehmen wurde 1979 von Rong Yiren mit Unterstützung von Deng Xiaoping gegründet. Geschäftszweck ist es, ausländisches Kapital nach China zu holen, Technologien in China einzuführen und internationale wissenschaftliche Praktiken in Management zu übernehmen. Zu CITIC gehören rund 44 Tochterunternehmen (2006), darunter vorwiegend Banken und diverse Finanzunternehmen in China, in Hongkong, in den Vereinigten Staaten, in Kanada, in Australien und in Neuseeland.

## Geschichte
Der Gründer von CITIC war Rong Yiren, der Sohn eines der reichsten Geschäftsleute in China in den 1930er-Jahren, Rong Desheng. Er war auch einer der wenigen Kapitalisten, die in China nach 1949 blieben. Rong Yiren wurde später der Vizepräsident von China 1993 und blieb dies bis 1997.
Zu den Tochterunternehmen gehört unter anderem CITIC Pacific, das im Aktienindex Hang Seng Index gelistet ist, sowie das Tochterunternehmen Citic Bank, das im Aktienindex SSE 50 gelistet ist.
CITIC erwarb am 3. Januar 2007 Teilbereiche des kanadischen Erdölunternehmens Nations Energy Company, wodurch CITIC Kontrollrechte und Firmenanteile an dem kasachischen Erdölunternehmen KazMunayGas, einem halbstaatlichen kasachischen Mineralölkonzern, erhielt. Der kasachische Energieminister Baqtyqoscha Ismuchambetow kritisierte den Verkauf der Unternehmensbereiche durch Nations Energy Company an CITIC.
Die CITIC Group wurde bis zum 3. Quartal 2011 in Hongkong durch die Emissionsbanken Bank of China, Goldman Sachs, Morgan Stanley Smith Barney und BNP Paribas an die Börse gebracht. Das Volumen des IPO betrug 12 Milliarden US-Dollar.

## Aktuelle und vergangene Projekte
Für die in Peking ausgetragenen Olympischen Sommerspiele 2008 baute CITIC das zentrale Nationalstadion Peking.
Zur gleichen Zeit fertigte das Unternehmen auch ein neues Stahlwerk für Thyssenkrupp in Brasilien. Der Bau geriet insbesondere wegen mangelhafter Bauausführung in Kritik, sodass Thyssenkrupp und CITIC bis heute um einen Vergleich streiten.
Aktuell ist CITIC am Bau der U-Bahn Teheran im Iran und am Erfassen von Bodenschätzen in Venezuela beteiligt. 2023 wurde bekannt gegeben, dass Citic zusammen mit Rosatom zwei Lithium-Werke für 1,29 Mrd. Euro in Bolivien bauen wird.